# 1886 في كندا
فيما يلي قوائم الأحداث التي وقعت خلال عام 1886 في كندا.

## سياسة

### تعيين في المنصب
- 1 يناير – جيمس راسيل عضو الجمعية التشريعية لنيو برونزويك ‏.
- 1 يناير – جيمس يونغ عضو الجمعية التشريعية لنيو برونزويك ‏.
- 1 يناير – لودغر فورست عضو الجمعية الوطنية في كيبك [الإنجليزية]‏.
- 14 أكتوبر – أوين ميرفي عضو الجمعية الوطنية في كيبك [الإنجليزية]‏.
- 9 ديسمبر – ديفيد هوارد هاريسون member of the Legislative Assembly of Manitoba ‏.

### انتهاء فترة المنصب
- 1 يناير – جون غراي عضو برلمان مقاطعة أونتاريو.
- 1 يناير – ويليام كروفورد member of the Legislative Assembly of Manitoba ‏.
- 15 يونيو – ويليام توماس بايبس عضو مجلس نواب نوفا سكوشا ‏.
- 9 ديسمبر – ديفيد هوارد هاريسون member of the Legislative Assembly of Manitoba ‏.

## مواليد

### يناير
- 1 يناير – فرانك باول
- 2 يناير – فلورنسا لورانس[1]
- 12 يناير – جو باور سياسي كندي.
- 13 يناير – أرت روس لاعب هوكي جليد كندي.
- 22 يناير – إيزابيل باترسون[2]
- 26 يناير – يب أوينز لاعب كرة قاعدة من الولايات المتحدة الأمريكية.

### فبراير
- 1 فبراير – آرشي أتكينسون لاعب هوكي جليد كندي.
- 25 فبراير – ميكي إيوان لاعب لاكروس كندي.

### مارس
- 21 مارس – فريدريك غوردون برادلي سياسي كندي.
- 27 مارس – روبرت جيمس وود سياسي كندي.[3]

### أبريل
- 2 أبريل – ريجنالد باركر مخرج أفلام من الولايات المتحدة الأمريكية.[4]
- 14 أبريل – روبرت إف. هيل[5]
- 16 أبريل – ألان لي وودرو سياسي كندي.[6]
- 24 أبريل – ويليام الكسندر فرازير سياسي كندي.[7]

### مايو
- 2 مايو – ويليام غولد ممثل من الولايات المتحدة الأمريكية.[8]
- 4 مايو – شيلتون بروكس[9]
- 13 مايو – ويليام جون باترسون سياسي كندي.[10]
- 19 مايو – ويليام هنري هابارد
- 25 مايو – هاري هام ممثل كندي.
- 27 مايو – لورانس كيرك

### يونيو
- 8 يونيو – ألبيرتين مورين-لابريك[11]
- 8 يونيو – جون آرثر كلارك سياسي كندي.[12]
- 9 يونيو – تومي جورمان
- 12 يونيو – تشارلز هيرتزبيرغ

### يوليو
- 8 يوليو – آر. إرفينغ باركس رياضي كندي.
- 10 يوليو – جورج ويب سياسي كندي.[13]
- 16 يوليو – آرثر بيرنير لاعب هوكي جليد كندي.

### أغسطس
- 3 أغسطس – جورج إم. لوتون لاعب كرة قدم أمريكية.
- 14 أغسطس – آرثر جيفري ديمبستر[14]
- 26 أغسطس – جورج مكنمارا لاعب هوكي جليد كندي.[15]
- 27 أغسطس – جورج ليونارد
- 30 أغسطس – راي لوسون سياسي كندي.

### سبتمبر
- 14 سبتمبر – جورج ريتشاردسون لاعب هوكي جليد كندي.[16]
- 20 سبتمبر – كلود إل. هاريسون سياسي كندي.
- 26 سبتمبر – أوتو بوكانان إليوت سياسي كندي.[17]
- 27 سبتمبر – تومي سميث لاعب هوكي جليد كندي.

### أكتوبر
- 7 أكتوبر – فيليب آدم سياسي كندي.

### نوفمبر
- 6 نوفمبر – جورج ليستر رياضي كندي.
- 11 نوفمبر – فرد إس. كاميرون منافِس أوليمبي كندي.
- 13 نوفمبر – إدي باورز
- 15 نوفمبر – لورينزو برتراند لاعب هوكي جليد كندي.

## وفيات

### يناير
- 1 يناير – جيمس دوسن (مواليد 1823) سياسي كندي.
- 1 يناير – روبرت شامبرز (مواليد 1809) سياسي كندي.

### مارس
- 8 مارس – جان انجلوا (مواليد 1824) سياسي كندي.[18]

### أبريل
- 15 أبريل – فرديناند غانون (مواليد 1849) صحفي أمريكي.[19]